# Vatica affinis
Vatica affinis är en tvåhjärtbladig växtart som beskrevs av Thw.. Vatica affinis ingår i släktet Vatica och familjen Dipterocarpaceae. Inga underarter finns listade i Catalogue of Life.